# Pseudopenilia bathyalis
Pseudopenilia bathyalis is een watervlooiensoort uit de familie van de Pseudopenilidae. De wetenschappelijke naam van de soort is voor het eerst geldig gepubliceerd in 2004 door Sergeeva.